# 傳說貂
傳說貂（日語：ファビラスラフイン），是法國出生的日本純種競賽馬匹。生涯活躍於一哩至中距離賽事，曾勝出1996年秋華賞，爲此賽事首屆冠軍。

## 出賽前
1993年4月13日出生於法國一個由當地人Raymond Le Poder經營的牧場，成長途中於多維爾的一個拍賣會被馬主吉田照哉購入並引入日本，馬主名義則登錄爲其母親吉田和子旗下
其後交由栗東訓練中心練馬師長濱博之訓練。

## 競賽生涯

### 4歲（現3歲）
1996年2月24日出戰阪神競馬場4歲新馬戰，比賽途中一直保持於先頭位置，進入直路後輕鬆衝出下取得首勝。
其後出戰早蕨賞，縱然比賽初段一直以較高步速保持於第二的位置，但進入直路後仍然有餘力跑出全場第一末腳，最終不斷拉開對手之下以5馬位的巨大優勢獲勝。
4月20日出戰新西蘭盃四歲錦標，賽前獲得第一人氣。比賽開始後，其隨即以優秀的反應衝出搶佔位置，並於比賽途中一直以領放的姿態帶領馬群前進。進入直路後，其勢頭不減之下繼續加速，最終成功抵擋後方榮進佳文的追擊，拋離對手3馬位取得首個分級賽冠軍。
其後出戰NHK一哩賽，由於其目前三戰全勝，因而以2.3倍數的獨贏賠率取得第一人氣。然而於比賽途中，處於第二名的其受到前方以前1000米56.7秒超快步速領放的Bamboo Pino之影響，進入直路後經已耗盡體力，最終不斷失速下以第十四大敗。
入秋後，其於未出戰任何前哨戰的情況下直走首屆秋華賞，並改由松永幹夫策騎。比賽開始後，由於Silk Splendor及Mercury Mannish以更積極的方式搶佔頭位領放，因而傳說貂於第三的位置跟隨對手前進。進入直路後，其再次展現優秀的反應加速衝出，超越前方兩匹賽駒下繼續保持優勢，最終成功抵擋後方Erimo Chic及Rose Colour的來襲下奪得首個一級賽冠軍，亦成爲本賽事首位優勝馬。
其後出戰日本盃，比賽初段選擇先行戰術下，一直於前方位置保持穩定的節奏。進入直路後，其瞬間加速超越前方的Kanetsu Cross取得領先，其後隨即和英國代表戰略選擇展開纏鬥。然而此時外檔位置領一匹英國代表談唱劇突然殺出並以凌厲的勢頭不斷衝刺，導致傳說貂皮雖然壓贏戰略選擇，但無法阻止談唱劇的追擊下最終以鼻位差距憾負。
12月22日出戰有馬紀念，但受到上戰激烈纏鬥的影響，其完全無法於本次比賽發揮擁有的實力，最終於直路失速下第十完賽。
年末，由於其奪得秋華賞及於日本盃表現出色，因而於評選中以169票當選最佳4歲雌馬，但於日本馬王評選中則大敗於贏得春季天皇賞及有馬紀念的櫻花桂冠。

### 5歲（現4歲）
1997年陣營原定安排其先以產經大阪盃作爲熱身，再遠征香港出戰女皇盃，但於1月23日訓練途中右後腳發生骨折下計劃被擱置，其亦要進入休養。
9月因恢復進度良好而重新返回馬房訓練，並以女皇伊利沙伯二世盃作爲目標，然而於其後被發現左前腳患有肌腱炎，於陣營慎重考慮下，最終決定安排其退役。

### 詳細賽績
| 日期       | 舉辦國家 | 馬場 | 距離   | 級別 | 賽事名稱         | 負重 | 騎師     | 馬號 | 出馬 | 名次 | 時間   | 頭馬（二馬）         |
| ---------- | -------- | ---- | ------ | ---- | ---------------- | ---- | -------- | ---- | ---- | ---- | ------ | -------------------- |
| 24/2/1996  | 日本     | 阪神 | 泥1200 |      | 4歲新馬          | 53   | 藤田伸二 | 10   | 16   | 1    | 1:12.7 | （Hikari Rumen）     |
| 16/3/1996  | 日本     | 阪神 | 草1600 |      | 早蕨賞           | 53   | 藤田伸二 | 14   | 16   | 1    | 1.34.3 | （Narita Protector） |
| 20/4/1996  | 日本     | 東京 | 草1400 | GII  | 新西蘭盃四歲錦標 | 54   | 藤田伸二 | 2    | 17   | 1    | 1:22.4 | （榮進佳文）         |
| 13/5/1996  | 日本     | 東京 | 草1600 | GI   | NHK一哩賽        | 55   | 藤田伸二 | 16   | 18   | 14   | 1:34.7 | 幸運樹               |
| 20/10/1996 | 日本     | 京都 | 草2000 | GI   | 秋華賞           | 55   | 松永幹夫 | 15   | 18   | 1    | 1:58.1 | （Erimo Chic）       |
| 24/11/1996 | 日本     | 東京 | 草2400 | GI   | 日本盃           | 53   | 松永幹夫 | 4    | 15   | 2    | 2:23.8 | 談唱劇               |
| 22/12/1996 | 日本     | 中山 | 草2500 | GI   | 有馬紀念         | 53   | 松永幹夫 | 10   | 14   | 10   | 2:36.1 | 櫻花桂冠             |

## 退役後
退役後，傳說貂成爲了繁殖雌馬，於北海道早來町（今安平町）社台牧場休養，1998年進行配種。首匹子嗣Fabulous Cat於1999年出生，可於2001年出賽。2012年3月18日，Gustave Cry在阪神大賞典取勝，成爲首批勝出分級賽的子嗣。
2013年5月11日，其被發現死亡，享年20歲。

### 主要子嗣
- Gustave Cry（阪神大賞典）

### 詳細繁殖資料
| 數目     | 馬名               | 出生年 | 性別 | 父系     | 練馬師                                                                           | 馬主                                           | 戰績                            |
| -------- | ------------------ | ------ | ---- | -------- | -------------------------------------------------------------------------------- | ---------------------------------------------- | ------------------------------- |
| 第一匹   | Fabulous Cat       | 1999   | 雌   | 週日寧靜 | 栗東・長濱博之                                                                   | Shadai Race Horse Co Ltd                       | 1戰3冠1亞1季（退役・繁殖）      |
| 第二匹   | Superieure         | 2001   | 雌   | 週日寧靜 | 栗東・長濱博之                                                                   | Shadai Race Horse Co Ltd                       | 33戰5冠5亞8季（退役・繁殖）     |
| 第三匹   | Laughin' Mood      | 2002   | 雌   | 神鷹     | 栗東・長濱博之                                                                   | Shadai Race Horse Co Ltd                       | 4戰0冠0亞0季（退役・繁殖）      |
| 第四匹   | Lovelinessof Paris | 2003   | 雌   | 週日寧靜 | 美浦・加藤征弘                                                                   | 吉田和子                                       | 16戰3冠0亞2季（退役・繁殖）     |
| 第五匹   | La Fouine Trail    | 2004   | 雌   | 神鷹     | 美浦・奧平雅士                                                                   | 吉田和子                                       | 5戰0冠0亞0季（退役・繁殖）      |
| 第六匹   | Agreable           | 2005   | 雄   | 愛麗速子 | 美浦・萩原清                                                                     | Shadai Race Horse Co Ltd                       | 13戰3冠2亞3季（退役）           |
| 第七匹   | Fabulous Boy       | 2006   | 雄   | 森林寶穴 | 美浦・堀井雅廣 →栗東・松永幹夫 →門別・田中淳司 →名古屋・今津博之 →高知・別府真司 | 中村昭博 →北海道物產研究所 →豐原純彌 →竹内鐵夫 | 24戰3冠2亞0季（退役）           |
|          | （未有配種）       |        |      |          |                                                                                  |                                                |                                 |
| 第八匹   | Midtown Lady       | 2007   | 雌   | 荒漠英雄 | 栗東・長濱博之                                                                   | 吉田和子                                       | 21戰3冠3亞2季（退役・繁殖）     |
| 第九匹   | Gustave Cry        | 2008   | 雄   | 真心呼喚 | 栗東・荒川義之                                                                   | Shadai Race Horse Co Ltd                       | 19戰5冠2亞5季（退役） 分級賽1勝 |
| 第十匹   | Fabulous Time      | 2009   | 雌   | 吉兆     | 栗東・長濱博之 →姬路・田中道夫                                                   | 吉田和子                                       | 7戰2冠2亞0季（退役・繁殖）      |
|          | （受胎失敗）       |        |      | 大和主將 |                                                                                  |                                                |                                 |
| 第十一匹 | La Fouine Tail     | 2011   | 雌   | 新宇宙   | 美浦・伊藤正德                                                                   | 吉田和子                                       | 8戰1冠0亞0季（退役）            |
| 第十二匹 | Esprit de Paris    | 2012   | 雌   | 真心呼喚 | 栗東・吉村圭司                                                                   | 吉田和子                                       | 4戰0冠0亞0季（退役・繁殖）      |
|          | （死胎）           |        |      | 黃金旅程 |                                                                                  |                                                |                                 |

## 血統簡介
父系Fabulous Dancer爲美國生產的法國賽駒，生涯戰績不俗，曾勝出三級賽力量錦標及連斯錦標，亦於一級賽意大利馬會金盃跑獲亞軍。祖父北地舞人爲加拿大賽駒，爲美國三冠賽雙冠軍馬，退役後亦爲著名種馬，被譽爲當時改變世界的種馬之一。
母系Mercalle爲法國馬匹，生涯無出賽紀錄。外祖父Kaldoun爲法國賽駒，生涯戰績不俗，曾於三級賽奪得亞軍。

### 血統表
| 父線：北地舞人系（Nearctc系）      |                                 |                 |              |
| 種馬 Fabulous Dance 1976年（棗色） | 北地舞人 1961年（棗色）         | 新北區          | Nearco       |
| 種馬 Fabulous Dance 1976年（棗色） | 北地舞人 1961年（棗色）         | 新北區          | Lady Angela  |
| 種馬 Fabulous Dance 1976年（棗色） | 北地舞人 1961年（棗色）         | Naltama         | 天才舞者     |
| 種馬 Fabulous Dance 1976年（棗色） | 北地舞人 1961年（棗色）         | Naltama         | Almahmoud    |
| 種馬 Fabulous Dance 1976年（棗色） | Last of the Line 1967年（棕色） | The Axe         | Mahmoud      |
| 種馬 Fabulous Dance 1976年（棗色） | Last of the Line 1967年（棕色） | The Axe         | Blackball    |
| 種馬 Fabulous Dance 1976年（棗色） | Last of the Line 1967年（棕色） | Bryonia         | Honeyway     |
| 種馬 Fabulous Dance 1976年（棗色） | Last of the Line 1967年（棕色） | Bryonia         | Belladonna   |
| 繁殖雌馬 Mercalle 1986年（灰色）   | Kaldoun 1975年（灰色）          | Caro            | Fortino      |
| 繁殖雌馬 Mercalle 1986年（灰色）   | Kaldoun 1975年（灰色）          | Caro            | Chambord     |
| 繁殖雌馬 Mercalle 1986年（灰色）   | Kaldoun 1975年（灰色）          | Katana          | Le Haar      |
| 繁殖雌馬 Mercalle 1986年（灰色）   | Kaldoun 1975年（灰色）          | Katana          | Embellie     |
| 繁殖雌馬 Mercalle 1986年（灰色）   | Eole des Mers 1975年（深棗色）  | Carvin          | Marino       |
| 繁殖雌馬 Mercalle 1986年（灰色）   | Eole des Mers 1975年（深棗色）  | Carvin          | Coraline     |
| 繁殖雌馬 Mercalle 1986年（灰色）   | Eole des Mers 1975年（深棗色）  | Deesse des Mers | Neptune      |
| 繁殖雌馬 Mercalle 1986年（灰色）   | Eole des Mers 1975年（深棗色）  | Deesse des Mers | Brise de Mer |
| 雌系：號族：3-e                    |                                 |                 |              |
| 五代內近親交配：Mahmoud 5×4        |                                 |                 |              |

## 命名由來
名字中，Fabulous（ファビラス）於英語中意思就是「極好」，繼承自父系Fabulous Dancer的名字，la（ラ）是法語中的連接詞，Fouine（フイン）則於法語中，代表石貂，香港則將所有部分結合，翻譯为「傳說貂」。

## 外部連結
- 傳說貂 netkeiba.com （页面存档备份，存于）
- 血統表 （页面存档备份，存于）